# Spilosoma zomba
Spilosoma zomba là một loài bướm đêm thuộc phân họ Arctiinae, họ Erebidae.